# 卡波埃塔州
卡波埃塔州（英語：Kapoeta，原名納莫魯尼揚州 (Namorunyang)）是南蘇丹曾经的一个州，位在該國東南部。首府卡波埃塔，下轄8郡。

## 行政區劃
下轄8郡：
- 南卡波埃塔
- 北卡波埃塔
- 東卡波埃塔
- Budi
- Kimotong
- Ngauro
- Kauto
- Kimo